# Stilpnopappus cearensis
Stilpnopappus cearensis là một loài thực vật có hoa trong họ Cúc. Loài này được Huber miêu tả khoa học đầu tiên năm 1901.